# Bárbara Virgínia
Bárbara Virgínia, eigentlich Maria de Lurdes Dias Costa, (* 15. November 1923 in Lissabon, Portugal; † 8. März 2015 in São Paulo, Brasilien) war eine portugiesische Schauspielerin, Hörfunksprecherin und Filmregisseurin.
Sie war 1946 die erste Frau, die in Portugal Regie bei einem Kinofilm führte.

## Leben
Sie wurde in Lissabon in eine bürgerliche Familie geboren, ihr Vater war höherer Offizier der Marinha Portuguesa. Am Nationalkonservatorium (heute Escola Superior de Teatro e Cinema) studierte sie Gesang, Piano, Theater und Tanz. Ihre Abschlussarbeit (A Labareda, orig. La Flambée, von Henry Kistemaeckers fils) trug sie am 18. Juli 1943 am Teatro Nacional D. Maria II vor.
Noch im selben Jahr ging sie zum staatlichen Radiosender Emissora Nacional (heute Antena 1), wo sie bereits in jüngeren Jahren gelegentlich tätig gewesen war und nun als reguläre Sprecherin vor allem Poesie vortrug und Arien sang. Gleichzeitig war sie Teil des Ballettensembles des Teatro Nacional de São Carlos.
1945 erhielt sie ihre erste Schauspielrolle, in Carlos Porfírios Film Sonho de Amor, der jedoch nach schlechten Reaktionen in einer Vorpremiere erst drei Jahre später in die Kinos kam.
Der Schreibwarenfabrikant Felisberto Felismo finanzierte 1946 ihre erste Regiearbeit, Três Dias sem Deus (Portugiesisch für: „Drei Tage ohne Gott“). Virgínia übernahm hier auch die weibliche Hauptrolle und schrieb dazu das Drehbuch, eine Adaption des unbekannten Romans Mundo Perdido des Autors und Regisseurs Gentil Marques. Bei den Internationalen Filmfestspielen von Cannes 1946 war das Werk für den Grand Prix, den Vorgänger der Goldenen Palme, nominiert.
In den Folgejahren plante sie ihren nächsten Film, Anto, über den portugiesischen Lyriker António Nobre, konnte ihn jedoch nicht realisieren.
Noch 1946 spielte sie in zwei Revuen am Teatro Maria Vitória, 1947 folgte dort eine Operette und im Casino Estoril eine weitere Revue, zudem übernahm sie in Armando de Mirandas Aqui, Portugal noch einmal eine Filmrolle. Danach schrieb sie für verschiedene Publikationen, rezitierte Lyrik, spielte Theater in der Provinz und arbeitete im Radio, darunter in der populären Sendung Comboio das Seis e Meia.
Nach ihren Rezitations- und Gesangsrollen an Revuetheatern spielte sie 1948 erstmals Theater, in Bernsteins Der Räuber am Teatro Sá da Bandeira in Porto.
Ab 1949 verlegte sie sich zunehmend auf Rezitationen und reduzierte alle anderen Aktivitäten. Nach einer Rezitation im altehrwürdigen Lissabonner Teatro São Luiz ging sie zunächst auf eine ausgedehnte Rezitationsreise, die sie über die Azoren und Madeira bis nach Spanien, Frankreich und die Niederlande führte.
Nach einer erneuten Lesung im Teatro São Luiz überredete sie ein brasilianischer Veranstalter, nach Brasilien zu gehen. 1952 wurde sie vom brasilianischen Fernsehsender TV Tupi unter Vertrag genommen, wo sie die Anfänge des Fernsehens in Brasilien mitgestaltete und dabei erfolgreich war. 1958 kehrte sie für einen Urlaub nach Portugal zurück, um sich danach für immer in Brasilien niederzulassen, wo sie vor allem mit Rezitationen von Lyrik in ganz Brasilien auftrat und einige Auszeichnungen erhielt.
Ihren Abschied von den Bühnen und Mikrofonen gab sie mit einem Auftritt im Teatro Municipal de São Paulo am 15. Oktober 1963. Elf Tage später heiratete sie einen wohlhabenden brasilianischen Unternehmer und zog sich ins Private zurück, abgesehen von gelegentlichen Auftritten im Radiosender Tupi und zwei Benimmbüchern, die sie später veröffentlichte.
Bis Ende der 1990er war sie weitgehend in Vergessenheit geraten, von einigen Lyrikfreunden und einzelnen portugiesischen Cineasten abgesehen. Ein letztes Interview gab sie 2012 in einem filmwissenschaftlichen Projekt zweier Studenten der portugiesischen Universität Beira Interior, die darin bereits an Virgínia als erste Regisseurin Portugals erinnerten.
Am Sonntag, den 8. März 2015 starb Bárbara Virgínia in São Paulo. Sie wurde auf dem Cemitério de Morumbi in Morumbi, einem Stadtteil der Metropole São Paulo, beigesetzt.

## Rezeption
Nachdem sie lange in Portugal weitgehend vergessen war, erinnerte man sich seit den 2010er Jahren wieder verstärkt an sie als erste weibliche Regisseurin in Portugal.
Seit 2015 zeichnet die Portugiesische Filmakademie mit dem Filmpreis Prémio Bárbara Virgínia Frauen aus, die sich im portugiesischen Filmwesen hervortun oder hervortaten.
2017 erinnerte die portugiesische Regisseurin Luísa Sequeira mit ihrem Dokumentarfilm Quem É Bárbara Virgínia? (Portugiesisch für: Wer ist Bárbara Virgínia?) an die erste portugiesische Regisseurin und zeichnete darin ihr Leben nach. Der Film hielt die Erinnerung an sie unter den Filmfreunden in Portugal wach und weckte neues Interesse an ihr. Der Dokumentarfilm wurde bei den Caminhos do Cinema Português 2017 als bester Dokumentarfilm ausgezeichnet.

## Filmografie
- 1945: Neve em Lisboa (Sprechstimme), Regie: Raul Faria da Fonseca
- 1945: Sonho de Amor, Regie: Carlos Porfírio
- 1946: Três Dias sem Deus (auch Regie und Drehbuch)
- 1947: Aqui, Portugal, Regie: Armando de Miranda

Möglicherweise drehte sie auch zwei Dokumentarfilme, jedoch fehlen dazu eindeutige Belege und es gibt nur teils widersprüchliche Hinweise darauf.